# Grupo sanguíneo

El tipo de sangre es determinado, en parte, por los antígenos de los grupos A, B, O, presentes en los glóbulos rojos.

Un grupo sanguíneo es una clasificación de la sangre de acuerdo con las características presentes en la capa exterior de los glóbulos rojos y en el suero de la sangre.
Las dos clasificaciones más importantes para describir grupos sanguíneos en humanos son los antígenos (el sistema AB0) y el factor Rh.
El sistema AB0 fue descubierto por Karl Landsteiner en 1901, y fue el primer sistema de grupo sanguíneo conocido; su nombre proviene de los tres tipos de grupos que se identifican: los de antígeno A, de antígeno B, y 0 (cero) sin antígenos.
Las  transfusiones de sangre entre grupos incompatibles pueden provocar una reacción inmunológica que puede desembocar en hemólisis, anemia, fallo renal, choque circulatorio y muerte.
El científico austriaco Karl Landsteiner recibió el Premio Nobel de Fisiología o Medicina en 1930 por sus trabajos en la caracterización de los tipos sanguíneos AB0. Aparte de los grupos mayoritarios, hay otros 32 muchísimo más escasos.

## Importancia de saberlo
Cada individuo posee un conjunto diferente de antígenos eritrocitarios, y por su número ―existen al día de hoy 38 sistemas antigénicos conocidos, más algunos antígenos diferenciados que aún no han sido atribuidos a ningún sistema específico― es difícil encontrar dos individuos con la misma composición antigénica. De ahí la posibilidad de la presencia, en el suero, de anticuerpos específicos (dirigidos contra los antígenos que cada individuo no posee), lo que resulta en aglutinación o hemólisis cuando ocurre una transfusión incompatible. Diferentes sistemas antigénicos se caracterizan por inducir a la formación de anticuerpos en intensidades diferentes; por lo que algunos son más comunes y otros, más raros.
Los sistemas antigénicos considerados más importantes son el sistema AB0 y el sistema RH. Estos son los sistemas comúnmente relacionados con las temidas reacciones de transfusiones hemolíticas. Reacciones contra antígenos eritrocitarios también pueden causar la enfermedad hemolítica del recién nacido, causada por el factor Rh+ del padre y del bebé y el Rh– de la madre (DHRN) cuya causa generalmente se asocia a diferencias antigénicas relacionadas al sistema Rh.
La determinación de los grupos sanguíneos tiene importancia en varias especialidades y disciplinas:
- En hemoterapia, se vuelve necesario estudiar al menos alguno de estos sistemas en cada individuo para garantizar el éxito de las transfusiones. Así, antes de toda transfusión, es necesario determinar, al menos el tipo AB0 y Rh del donador y del receptor.
- En ginecología/obstetricia, se puede diagnosticar la enfermedad hemolítica del recién nacido a través de su estudio, adoptándose medidas preventivas y curativas.
- En antropología, se pueden estudiar diversas poblaciones y sus interrelaciones evolutivas, a través del análisis de la distribución poblacional de los diversos antígenos, determinando su predominancia en cada etnia y haciéndose comparaciones.

## Características del sistema ABO

Diagrama que muestra las cadenas de carbohidratos que determinan el grupo sanguíneo AB0

- Las personas con sangre del tipo A: sus glóbulos rojos expresan antígenos de tipo A en su superficie y desarrollan anticuerpos contra los antígenos B en el plasma.
- Las personas con sangre del tipo B: sus glóbulos rojos expresan antígenos de tipo B en su superficie y desarrollan anticuerpos contra los antígenos A en el plasma.
- Las personas con sangre del tipo O: no tienen dichos antígenos (A o B) en la superficie de sus glóbulos rojos y desarrollan anticuerpos contra ambos tipos.
- Las personas con sangre del tipo AB: tienen ambos antígenos en la superficie de sus glóbulos rojos y no fabrican anticuerpo alguno contra los antígenos A o B.

Esta clasificación internacional, debida a Landsteiner, ha reemplazado a la de Moss, en la cual el grupo 1 corresponde al grupo AB de la precedente, el grupo 2 al grupo A, el grupo 3 al grupo B, y el grupo 4 al grupo O. Estos cuatro grupos sanguíneos constituyen el sistema ABO.
Los individuos poseen anticuerpos naturales regulares en su plasma para el grupo ABO, los cuales empiezan a desarrollarse a los pocos meses de vida. De esta manera, un individuo 0 posee anticuerpos anti-A y anti-B, un individuo A posee anticuerpos anti-B y un individuo B posee anticuerpos anti-A, siendo los individuos AB quienes no poseen anticuerpos naturales regulares para el grupo ABO, y siendo gracias a esto los receptores universales de sangre, ya que pueden recibir glóbulos rojos de individuos A,B,0 y AB. El grupo 0 por lo contrario es el donador universal de glóbulos rojos. 
La denominación «O» y/o «cero» es confusa, y ambas están muy extendidas. El austriaco Karl Landsteiner designó los grupos sanguíneos a principios del siglo XX.
Algunas fuentes indican que O podría deberse a la preposición ohne, que es ‘sin’ en alemán (sin antígeno). Sin embargo, allí se dice Null Blutgruppe, y casi nunca la alternativa O Blutgruppe. En alemán «O» se dice /o/ y 0 (cero) se dice Null. En inglés «O» se lee /ou/ y a veces el cero también se lee /ou/ (por ejemplo en un número de teléfono, o en una fecha). Sistema ABO y O blood-group es de uso mayoritario en inglés. Otros idiomas de Europa mantienen la designación «null», en sus variantes zero, cero, nula, etc. En Centroamérica y el Caribe es más común «O positivo», evitando la similitud «cero positivo» con el término «seropositivo» ―se llama seropositivo al individuo que presenta en sangre anticuerpos que, cuando se le somete a la prueba diagnóstica apropiada, prueban la presencia de un determinado agente infeccioso― que mucha gente relaciona con el retrovirus VIH, causante del sida (síndrome de inmunodeficiencia adquirida).

### Herencia del tipo AB0
Para tener una visión más amplia de como se produce la herencia genética se puede ver el artículo Gregor Mendel.
Son controlados por un solo gen con tres alelos: 0 (sin, por no poseer los antígenos del grupo A ni del grupo B), A, y B.
El alelo A da tipos A, el B tipos B y el alelo 0 tipos 0, siendo A y B alelos dominantes sobre 0. Así, las personas que heredan dos alelos 00 tienen tipo 0; AA o A0 dan lugar a tipos A; y BB o B0 dan lugar a tipos B. Las personas AB tienen ambos genotipos debido a que la relación entre los alelos A y B es de codominancia. Por tanto, es imposible para un progenitor AB el tener un hijo con tipo 0, a excepción de que se dé un fenómeno poco común conocido como el 'fenotipo Bombay' o diversas formas de mutación genética relativamente extrañas.
Los alelos A y B son dominantes sobre el alelo 0, lo que se llama codominancia.

## Características del factor Rh
El sistema Rh es el segundo sistema de grupos sanguíneos en la transfusión de sangre humana con 50 antígenos actualmente. En 1940, el Dr. Landsteiner descubrió otro grupo de antígenos que se denominaron factores Rhesus (factores Rh), porque fueron descubiertos durante unos experimentos con monos Rhesus (Macaca mulatta). Las personas con factores Rhesus en su sangre se clasifican como "Rh positivas", mientras que aquellas sin los factores se clasifican como "Rh negativas". El principal antígeno Rh es el "D". Utilizando esta denominación, es común para los individuos D-negativos no tener ningún anticuerpo anti-D IgG (inmunoglobulina-G) o IgM, ya que los anticuerpos anti-D no son normalmente producidos por sensibilización contra sustancias ambientales. Las personas Rh negativas forman anticuerpos contra el factor Rh, si están expuestas a sangre Rh positiva.
La prueba de Coombs cruzado se realiza para determinar la compatibilidad entre la sangre del donante y el receptor a transfundir.

### Herencia del factor Rh
Los antígenos del sistema Rh son de naturaleza proteica. El antígeno D posee la mayor capacidad antigénica.
Los genes responsables de este sistema se localizan en el cromosoma 1. Existen tres teorías sobre el control genético:
Los grupos sanguíneos se heredan de los padres de la misma manera que el color de los ojos y el color del pelo. El grupo 0 positivo es el más frecuente, sobre todo entre los hispanos, mientras que los asiáticos tienen un número relativamente alto de individuos del grupo B en comparación con el resto de países. En España, el 45 % de las personas pertenecen al grupo sanguíneo 0, un 42 % al grupo A, y el resto se reparte entre los grupos B (10 %) y AB (3 %).
- Teoría de Fisher: Tres genes C, D, E (presentan antígeno D aquellas combinaciones que contengan el alelo D como por ejemplo cDe).

- Teoría de Wiener: En determinados casos se expresa un antígeno D débil Du (rh-) como consecuencia de:
  - La represión del gen D por un gen C en posición trans (cromosoma opuesto).
  - La existencia de un alelo Du.
  - La formación de un antígeno D incompleto.
- Teoría de Tippet (1986): Tippet emite la teoría de la existencia de dos genes RHD y RHCD, que son secuenciados en 1990 por Colin y colaboradores.

La enfermedad del Rh es provocada por una madre Rh– que concibe un hijo Rh+. Los anticuerpos de la sangre materna destruyen los Rh+ del bebé. Si la madre piensa tener un segundo hijo debe aplicarse una vacuna que elimina los anti-Rh, llamada la gammaglobulina. Ésta debe aplicarse en las setenta y dos horas posteriores al primer parto, ya que si se tiene un segundo bebé con Rh+ la madre producirá anti-Rh en exceso que destruirá la sangre del hijo, produciendo una enfermedad llamada eritroblastosis fetal (anemia severa), si es que el hijo nace, ya que la producción en exceso de los anti-Rh puede causar la muerte del hijo intrauterinamente.
Los grupos sanguíneos Rh (descubierto por Landsteiner y Wiener en 1940) tiene un interés clínico similar a los grupos AB0 dada su relación con la enfermedad hemolítica del recién nacido (EHRN) y su importancia en la transfusión.

## Compatibilidad
Los donantes de sangre y los receptores deben tener grupos compatibles. El grupo O- es compatible con todos, por lo que quien tiene dicho grupo se dice que es un donante universal. Por otro lado, una persona cuyo grupo sea AB+, podrá recibir sangre de cualquier grupo, y se dice que es un receptor universal. Por ejemplo, una persona de grupo A– podrá recibir sangre O– o A– y donar a AB+, AB–, A+ o A–.
Cabe mencionar que hoy en día, al recibirse la sangre de un donante, esta se separa en distintos hemocomponentes (glóbulos rojos, plasma y plaquetas) y posteriormente se reconstruye según las necesidades, no realizándose actualmente ya casi transfusiones de sangre entera.
De esta manera, se pueden transfundir los glóbulos rojos de un donante O a cualquier grupo sanguíneo, ya que no cuenta con antígenos para el sistema ABO en sus glóbulos rojos. Lo contrario sucede con el grupo AB. Los glóbulos rojos (eritrocitos) de un donante AB tienen antígenos A y B, por lo que no se pueden transfundir a receptores con otros tipos de sangre, ya que esos receptores desarrollarán anticuerpos contra el/los antígenos desconocidos, que atacarán a los glóbulos rojos con esos antígenos. Sin embargo, el resto de hemocomponentes (plasma y plaquetas) puede ser donado universalmente entre todos los tipos de sangre.
Igualmente, un individuo con Rh- es donante universal de eritrocitos. En cambio, con Rh+, no es donante universal de eritrocitos, ya que sus eritrocitos tienen un antígeno D contra el que reaccionarían los anticuerpos Anti-D que desarrollarán los receptores de grupos negativos. Ergo, con Rh+ sí puede ser receptor universal de eritrocitos, cosa imposible para un Rh-.
| Sangre completa o solo glóbulos rojos | Sangre completa o solo glóbulos rojos | Sangre completa o solo glóbulos rojos | Sangre completa o solo glóbulos rojos | Sangre completa o solo glóbulos rojos | Sangre completa o solo glóbulos rojos | Sangre completa o solo glóbulos rojos | Sangre completa o solo glóbulos rojos | Sangre completa o solo glóbulos rojos |
|                                       | Donante                               | Donante                               | Donante                               | Donante                               | Donante                               | Donante                               | Donante                               | Donante                               |
| Receptor                              | O-                                    | O+                                    | A−                                    | A+                                    | B−                                    | B+                                    | AB−                                   | AB+                                   |
| ------------------------------------- | ------------------------------------- | ------------------------------------- | ------------------------------------- | ------------------------------------- | ------------------------------------- | ------------------------------------- | ------------------------------------- | ------------------------------------- |
| O-                                    | •                                     |                                       |                                       |                                       |                                       |                                       |                                       |                                       |
| O+                                    | •                                     | •                                     |                                       |                                       |                                       |                                       |                                       |                                       |
| A−                                    | •                                     |                                       | •                                     |                                       |                                       |                                       |                                       |                                       |
| A+                                    | •                                     | •                                     | •                                     | •                                     |                                       |                                       |                                       |                                       |
| B−                                    | •                                     |                                       |                                       |                                       | •                                     |                                       |                                       |                                       |
| B+                                    | •                                     | •                                     |                                       |                                       | •                                     | •                                     |                                       |                                       |
| AB−                                   | •                                     |                                       | •                                     |                                       | •                                     |                                       | •                                     |                                       |
| AB+                                   | •                                     | •                                     | •                                     | •                                     | •                                     | •                                     | •                                     | •                                     |

## Frecuencia
La distribución de los grupos sanguíneos en la población humana no es uniforme. El más común es O+, mientras que el más escaso es AB–. Además, hay variaciones en la distribución en las distintas subpoblaciones humanas.

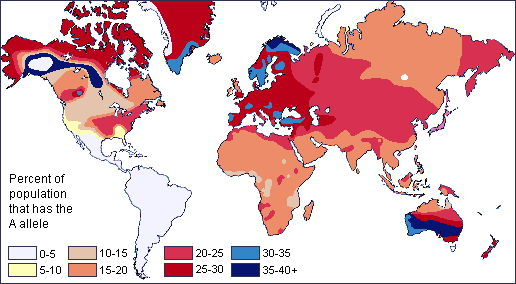
Mapa del grupo sanguíneo A

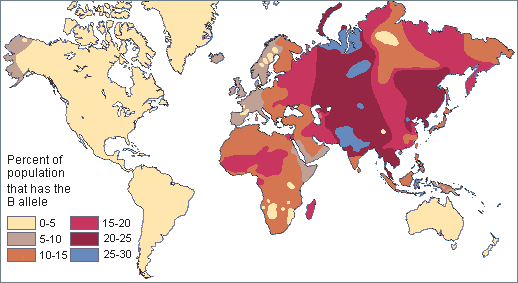
Mapa del grupo sanguíneo B

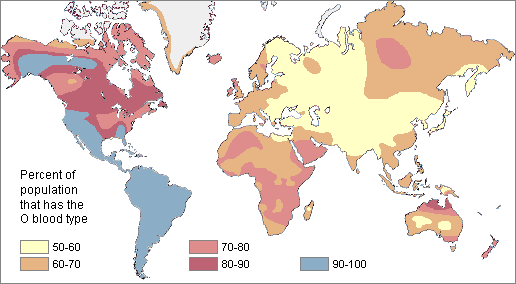
Mapa del grupo sanguíneo 0

| País                      | Población     | O+     | A+     | B+     | AB+   | O−    | A−    | B−    | AB−   |
| ------------------------- | ------------- | ------ | ------ | ------ | ----- | ----- | ----- | ----- | ----- |
| Alemania                  | 81,305,856    | 35%    | 37%    | 9%     | 4%    | 6%    | 6%    | 2%    | 1%    |
| Arabia Saudita            | 26,534,504    | 36%    | 24%    | 33%    | 2%    | 2%    | 0.5%  | 1%    | 0.23% |
| Argentina                 | 47,067,000    | 50%    | 34%    | 8%     | 2%    | 4%    | 2%    | 0.7%  | 0.2%  |
| Australia                 | 22,015,576    | 40%    | 31%    | 8%     | 2%    | 9%    | 7%    | 2%    | 1%    |
| Austria                   | 8,219,743     | 30%    | 37%    | 12%    | 5%    | 6%    | 7%    | 2%    | 1%    |
| Bélgica                   | 10,438,353    | 37%    | 38%    | 7%     | 2.5%  | 7%    | 7%    | 1%    | 0.5%  |
| Brasil                    | 199,321,413   | 36%    | 34%    | 8%     | 2.5%  | 9%    | 8%    | 2%    | 0.5%  |
| Canadá                    | 34,300,083    | 40%    | 35%    | 7.6%   | 2.5%  | 7%    | 6%    | 1.4%  | 0.5%  |
| China                     | 1,397,897,720 | 43%    | 25%    | 25%    | 6%    | 1%    | 0.1%  | 0.2%  | 0.1%  |
| Colombia                  | 52,121,089    | 61.3%  | 26.11% | 2.28%  | 1.47% | 5.13% | 2.7%  | 0.7%  | 0.31% |
| Dinamarca                 | 5,543,453     | 35%    | 37%    | 8%     | 4%    | 6%    | 7%    | 2%    | 1%    |
| Ecuador                   | 18,048,120    | 75%    | 14%    | 7.08%  | 0.5%  | 2.4%  | 0.7%  | 0.3%  | 0.02% |
| España                    | 47,737,941    | 35%    | 36%    | 8%     | 2.5%  | 9%    | 7%    | 2%    | 0.5%  |
| Estados Unidos            | 313,847,465   | 37.4%  | 35.7%  | 8.5%   | 3.4%  | 6.6%  | 6.3%  | 1.5%  | 0.6%  |
| Estonia                   | 1,274,709     | 30%    | 31%    | 20%    | 6%    | 4.5%  | 4.5%  | 3%    | 1%    |
| Finlandia                 | 5,262,930     | 28%    | 37%    | 15%    | 7%    | 5%    | 5%    | 2%    | 1%    |
| Francia                   | 65,630,692    | 36%    | 37%    | 9%     | 3%    | 6%    | 7%    | 1%    | 1%    |
| Hong Kong                 | 7,153,519     | 40%    | 26%    | 27%    | 7%    | 0.31% | 0.19% | 0.14% | 0.05% |
| India                     | 1,205,073,612 | 36.5%  | 22.1%  | 30.9%  | 6.4%  | 2.0%  | 0.8%  | 1.1%  | 0.2%  |
| Irlanda                   | 4,722,028     | 47%    | 26%    | 9%     | 2%    | 8%    | 5%    | 2%    | 1%    |
| Islandia                  | 313,183       | 47.6%  | 26.4%  | 9.3%   | 1.6%  | 8.4%  | 4.6%  | 1.7%  | 0.4%  |
| Israel                    | 7,590,758     | 32%    | 34%    | 17%    | 7%    | 3%    | 4%    | 2%    | 1%    |
| Italia                    | 61,261,254    | 40%    | 36%    | 17%    | 7%    | 7%    | 6%    | 1.5%  | 0.5%  |
| Japón                     | 127,368,088   | 29.9%  | 39.8%  | 19.9%  | 9.9%  | 0.15% | 0.2%  | 0.1%  | 0.05% |
| Hungría                   | 9,982,000     | 32%    | 44%    | 16%    | 8%    | 0.15% | 0.2%  | 0.1%  | 0.05% |
| Nigeria                   | 216,463,862   | 50%    | 22%    | 19%    | 3%    | 3%    | 1%    | 1%    | 0.1%  |
| Noruega                   | 5,038,137     | 34%    | 40.8%  | 6.8%   | 3.4%  | 6%    | 7.2%  | 1.2%  | 0.6%  |
| Nueva Zelanda             | 4,327,944     | 38%    | 32%    | 9%     | 3%    | 9%    | 6%    | 2%    | 1%    |
| México                    | 128,649,565   | 59%    | 26%    | 8%     | 2%    | 3%    | 1%    | 0,4%  | 0,8%  |
| Países Bajos              | 16,730,632    | 39.5%  | 35%    | 6.7%   | 2.5%  | 7.5%  | 7%    | 1.3%  | 0.5%  |
| Paraguay                  | 6,272,639     | 64%    | 21%    | 5%     | 2%    | 4%    | 3%    | 0.4%  | 0.1%  |
| Perú                      | 31,237,385    | 73.7%  | 18%    | 5.9%   | 1.38% | 0.34% | 0.27% | 0%    | 0%    |
| Polonia                   | 38,415,284    | 31%    | 32%    | 15%    | 7%    | 6%    | 6%    | 2%    | 1%    |
| Portugal                  | 10,781,459    | 36.2%  | 39.8%  | 6.6%   | 2.9%  | 6.0%  | 6.6%  | 1.1%  | 0.5%  |
| Reino Unido               | 63,047,262    | 37%    | 35%    | 8%     | 3%    | 7%    | 7%    | 2%    | 1%    |
| Sudáfrica                 | 48,810,427    | 39%    | 32%    | 12%    | 3%    | 7%    | 5%    | 2%    | 1%    |
| Suecia                    | 9,103,788     | 32%    | 37%    | 10%    | 5%    | 6%    | 7%    | 2%    | 1%    |
| Taiwán                    | 23,234,936    | 43.9%  | 25.9%  | 23.9%  | 6.0%  | 0.1%  | 0.1%  | 0.01% | 0.02% |
| Turquía                   | 79,749,461    | 29.8%  | 37.8%  | 14.2%  | 7.2%  | 3.9%  | 4.7%  | 1.6%  | 0.8%  |
| Ucrania                   | 36,744,636    |        | ~40%   | ~10%   |       |       |       |       |       |
| Total                     |               |        |        |        |       |       |       |       |       |
| Población ponderada media | 3,779,073,344 | 36.44% | 28.27% | 20.59% | 5.06% | 4.33% | 3.52% | 1.39% | 0.45% |

## Tipificación
Para determinar el tipo de sangre del sistema ABO y Rh a la que pertenece una persona, se recurre al uso de antisueros, que son sustancias químicas que poseen anticuerpos dirigidos hacia un antígeno eritrocitario específico, recordemos que el grupo sanguíneo es el antígeno presente en el eritrocito.
El proceso de tipificación debe realizarse en tubo, de acuerdo a la normatividad correspondiente, sin embargo, aún en muchos laboratorios se sigue realizando la prueba en portaobjetos:
1. Se coloca una gota de sangre por cada antisuero a utilizar.
2. Se adiciona una gota de antisuero a la muestra de sangre que le corresponda, recordar:[44]
  - El antisuero que busca antígeno A, posee el bulbo del gotero, la etiqueta o el líquido de color azul.
  - El antisuero que busca antígeno B, posee el bulbo del gotero, la etiqueta o el líquido de color amarillo.
  - El antisuero que busca los antígenos AB, posee el bulbo del gotero, la etiqueta o el líquido de color transparente.
  - El antisuero que busca los antígenos Rh, posee el bulbo del gotero, la etiqueta o el líquido de color transparente.
3. Se mezclan con un aplicador, teniendo la precaución de no contaminar las mezclas (sangre + antisuero).
4. Esperar 30 segundos antes de interpretar.

### Interpretación
Una vez transcurrido el tiempo se observa las muestras donde haya mostrado aglutinación (ver imagen) teniendo las siguientes posibilidades e interpretaciones:
| Aglutinación en la muestra con antisuero... | El grupo sanguíneo ABO es... |
| ------------------------------------------- | ---------------------------- |
| A                                           | A                            |
| B                                           | B                            |
| A y B                                       | AB                           |
| Ninguno                                     | O                            |

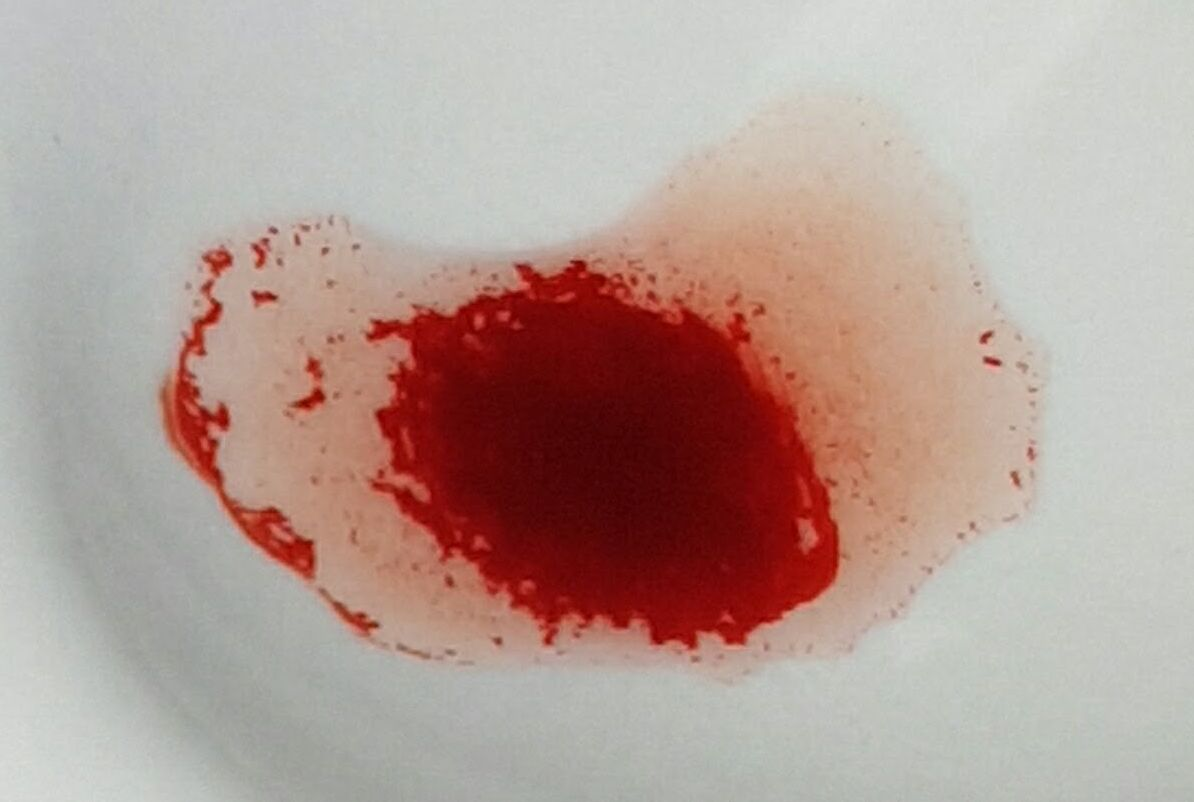
Aglutinación de la sangre

En el caso del antisuero para Rh (Du) sólo se tienen dos posibilidades, si existe aglutinación se dice que es Rh positivo (Rh+), de lo contrario es Rh negativo (Rh-)

## Historia evolutiva
Ya desde hace años se cree que la historia evolutiva del sistema AB0 en humanos se remonta de 1 a 2 millones de años.
Ahora se ha demostrado que los neandertales tenían este sistema, y en especial que tenían el grupo sanguíneo O, lo que aportaría pruebas empíricas de que al menos hace unos 400 000 años, en la época del ancestro común entre Homo sapiens y neandertales, ya existía el sistema AB0 en humanos.

## Sistemas de grupos sanguíneos inmunológicos
A fecha de agosto de 2021 se han identificado 43 sistemas sanguíneos humanos.
Son, entre otros, los siguientes:
- Sistema ABO
- Sistema Rh (Rhesus)
- Sistema MNS
- Sistema Duffy
- Sistema Diego
- Sistema P
- Sistema Lutheran (Lu)
- Sistema Kell
- Sistema Lewis
- Sistema Kidd (Jk)
- Sistema Fisher
- Sistema Li